# 石原愛依梨
石原 愛依梨（いしはら あいり、10月7日 - ）は、日本の女性声優。フリー。
2018年よりパワー・ライズ預かり。2019年6月1日に本所属となっていたが、契約満了に伴い2021年3月31日をもって退所した。

## 出演
太字はメインキャラクター。

### テレビアニメ
- ドールズフロントライン（2022年、イングラム）

### OVA
- 終末のハーレムVR（2019年、片桐麗亜[1]）

### ゲーム
- ロボットガールズZ ONLINE（2018年、メカザウルス・ギラ[1][4]）
- りっく☆じあ〜す（サーシャ・エフゲニーエヴナ・パヴリチェンコ、96式主戦坦克）[1]
- ラングリッサー モバイル（2018年、ユリア[1]）
- 不思議の幻想郷 -ロータスラビリンス-（2019年、小悪魔[1][5]）
- Storia -宝物娘-（時期未定、色絵雉香炉[6]）